# 칼리드 부타이브
칼리드 부타이브(1987년 4월 24일 ~ , 아랍어: خالد بوطيب)는 프랑스 출신 모로코의 축구 선수이다. 양친 모두 모로코계이고, 1987년 프랑스 바뇰쉬르세즈에서 태어났다. 포지션은 스트라이커이다. 현재 프랑스 리그 2 르아브르 AC에서 뛰고 있다.

## 클럽 경력
2007년부터 2014년까지 프랑스 아마추어리그에 머물다가 2014년 7월 프랑스 축구의 2부 리그인 가젤레크 아작시오
에 스카웃 되었다. 2016년 RC 스트라스부르를 거치고 2017년 터키 쉬페르리그 예니 말라티아스포르와 계약했다.

## 국가대표 경력
2018년 6월 25일 스페인과의 2018년 FIFA 월드컵 조별리그 3차전 경기에서 전반 14분 선제골을
기록했다. 스페인과는 2-2 무승부를 기록했고, 최종 1무 2패로 조별리그 탈락했다.